# ATP Estoril Open
ATP Estoril Open (також Millennium Estoril Open, Banco Comercial Português Estoril Open) — міжнародний чоловічий професійний тенісний турнір серії Тур ATP 250, який проводиться з 2015 року в Кашкайш, Португалія. Турнір 2025 року мав категорію ATP Challenger, наступними роками повернеться до ATP 250

## Фінали

### Одиночний розряд
| Рік                    | Чемпіон                                | Фіналіст                               | Рахунок                                |
| ---------------------- | -------------------------------------- | -------------------------------------- | -------------------------------------- |
| 2015                   | Рішар Гаске                            | Нік Киріос                             | 6–3, 6–2                               |
| 2016                   | Ніколас Альмагро                       | Пабло Карреньо Буста                   | 6–7(6–8), 7–6(7–5), 6–3                |
| 2017                   | Пабло Карреньо Буста                   | Жіль Мюллер                            | 6–2, 7–6(7–5)                          |
| 2018                   | Жуан Соуза                             | Френсіс Тіафо                          | 6–4, 6–4                               |
| 2019                   | Стефанос Ціціпас                       | Пабло Куевас                           | 6–3, 7–6(7–4)                          |
| 2020                   | Не проводився через пандемію COVID-19. | Не проводився через пандемію COVID-19. | Не проводився через пандемію COVID-19. |
| 2021                   | Альберт Рамос Віньолас                 | Камерон Норрі                          | 4–6, 6–3, 7–6(7–3)                     |
| 2022                   | Себастьян Баес                         | Френсіс Тіафо                          | 6–3, 6–2                               |
| 2023                   | Каспер Рууд                            | Міомір Кецмановіч                      | 6–2, 7–6(7–3)                          |
| 2024                   | Губерт Гуркач                          | Педро Мартінес                         | 6–3, 6–4                               |
| ↓ ATP Challenger 175 ↓ |                                        |                                        |                                        |
| 2025                   | Алекс Мікелсен                         | Андреа Пеллегрино                      | 6–4, 6–4                               |
| ↓ Тур ATP 250 ↓        |                                        |                                        |                                        |

### Парний розряд
| Рік                    | Чемпіони                               | Фіналісти                              | Рахунок                                |
| ---------------------- | -------------------------------------- | -------------------------------------- | -------------------------------------- |
| 2015                   | Трет Г'юї Скотт Ліпскі                 | Марк Лопес Таррес Давід Марреро        | 6–1, 6–4                               |
| 2016                   | Ерік Буторак Скотт Ліпскі              | Лукаш Кубот Марцин Матковський         | 6–4, 3–6, [10–8]                       |
| 2017                   | Раян Гаррісон Майкл Вінус              | Давід Марреро Томмі Робредо            | 7–5, 6–2                               |
| 2018                   | Кайл Едмунд Камерон Норрі              | Веслі Колгоф Артем Сітак               | 6–4, 6–2                               |
| 2019                   | Жеремі Шарді Фабріс Мартен             | Люк Бембрідж Джонні О'Мара             | 7–5, 7–6(7–3)                          |
| 2020                   | Не проводився через пандемію COVID-19. | Не проводився через пандемію COVID-19. | Не проводився через пандемію COVID-19. |
| 2021                   | Юго Нис Тім Пюц                        | Люк Бембрідж Домінік Інглот            | 7–5, 3–6, [10–3]                       |
| 2022                   | Нуно Боржеш Франсіску Кабрал           | Максімо Гонсалес Андре Ґоранссон       | 6–2, 6–3                               |
| 2023                   | Сандер Жіє Йоран Вліґен                | Нікола Чачиц Міомір Кецмановіч         | 6–3, 6–4                               |
| 2024                   | Ґонсало Ескобар Олександр Недовєсов    | Садіо Думбія Фаб'єн Ребуль             | 7–5, 6–2                               |
| ↓ ATP Challenger 125 ↓ |                                        |                                        |                                        |
| 2025                   | Аріель Беар Йоран Вліґен               | Франсіску Кабрал Лукас Мідлер          | 7–5, 6–3                               |
| ↓ Тур ATP 250 ↓        |                                        |                                        |                                        |